# Alfieri Maserati

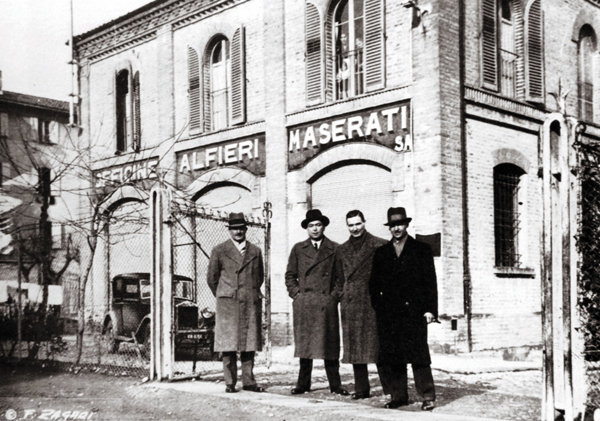
Bratři Alfieri, Bindo, Ernesto a Ettore

Alfieri Maserati (23. září 1887 Voghera – 3. března 1932 Bologna) byl italský automobilový závodník a konstruktér. V roce 1914 založil dílnu Officine Alfieri Maserati, která od roku 1926 vyráběla vlastní závodní automobily a v současnosti je jako Maserati S.p.A. součástí skupiny Fiat koncernu Fiat-Chrysler.

## Život

### Rodina
Alfieriho rodiči byli Rodolfo Maserati a Carolina, rozená Losi. Otec pracoval v osmdesátých letech 19. století jako strojvůdce, podle jiných zdrojů působil v severoitalské Lombardii na železnici jako inženýr.
Alfieri Maserati se narodil v roce 1887 jako čtvrté z celkem sedmi dětí. V roce 1885 se už rodičům dítě pojmenované Alfieri narodilo, ovšem ve věku jednoho roku zemřelo. Alfieri a jeho starší bratři Carlo (1881–1910) a Bindo (1883–1980), stejně jako mladší Mario (1890–1981), Ettore (1894–1990) a Ernesto (1898–1975) převzali od otce jeho zájem o techniku.

### Isotta Fraschini a Bianchi

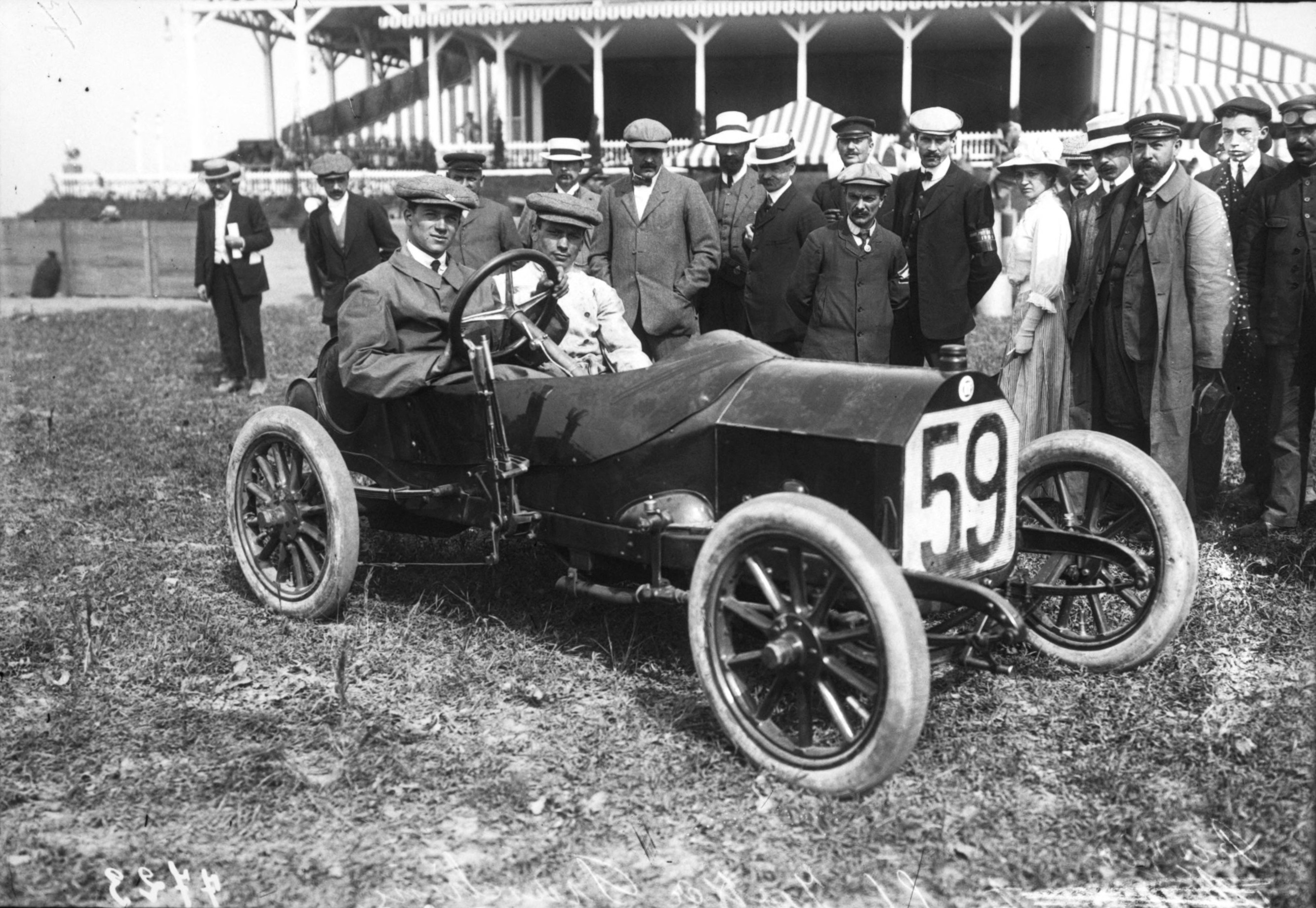
Alfieri Maserati ve svém voze Isotta-Fraschini při závodě Grand Prix 1908 v Dieppe

V roce 1903 se začal Alfieri Maserati učit mechanikem u výrobce automobilů Isotta Fraschini v Miláně; doporučení pocházelo od bratra Carla, který zde krátce před tím našel práci. Carlo ale brzy přešel do společnosti Bianchi. Alfieri ho o dva roky později následoval. Kromě práce ve firmě Alfieri i v továrním týmu úspěšně účastnil. Po několika letech se Alfieri vrátil do společnosti Isotta Fraschini, pracoval jako testovací jezdec a servisní technik. V roce 1910 Carlo zemřel na zápal plic a Alfieri s bratrem Bindem odešel do Argentiny do tamního zastoupení automobilky Isotta. V Buenos Aires Alfieri postavil závodní automobil na bázi vozu Isotta a sám se s ním účastnil několika místních soutěží. Po krátkém pobytu v Londýně se oba bratři vrátili v roce 1914 do Itálie.

### Vlastní dílna
1. prosince 1914 založil Alfieri v Bologni vlastní dílnu, která byla dlouhá léta v úzkém spojení s firmou Isotta Fraschini. Officine Alfieri Maserati opravovala vozy zákazníků Isotty a také je připravovala na závody. Mladší bratři Ettore a Ernesto byli v jeho dílně zaměstnáni také. Od té doby byla firma známa jako Fratelli Maserati (bratři Maserati).
Po vstupu Itálie do války na jaře 1915 byla činnost firmy utlumena. Alfieri se vrátil do továrny Isotta Fraschini a podílel se vývoji leteckých motorů. Souběžně vyvíjel zapalovací svíčky, které po skončení války prodával pod značkou Trucco e Maserati.

### Diatto

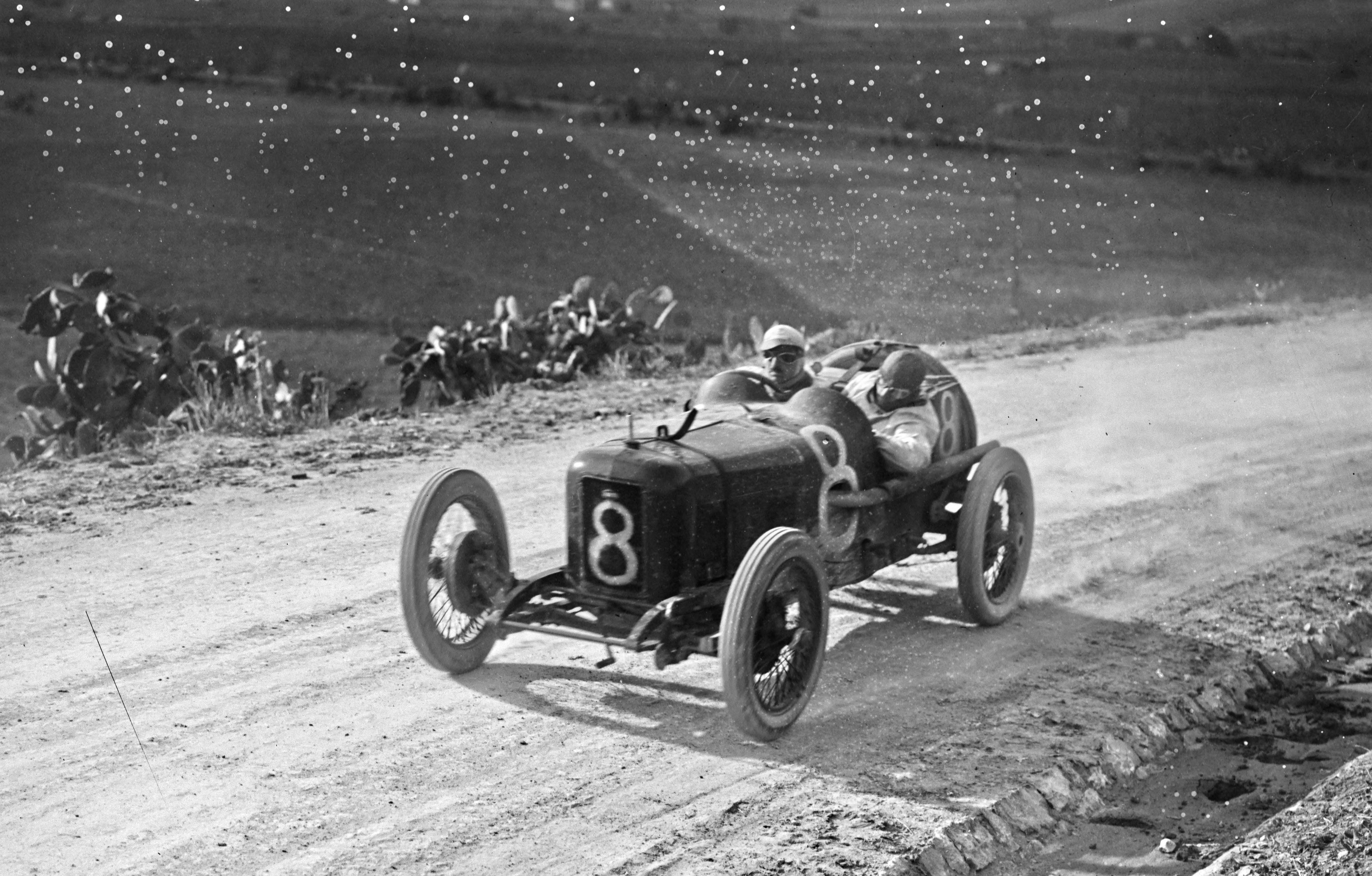
Alfieri Maserati na Coppa Florio (1922)

Po skončení války Alfieri Maserati provoz dílny obnovil. Kromě servisu vozů firmy Isotta Fraschini postavil pod jejím jménem závodní vůz, který „vyhrál několik důležitých závodů.“ Tímto vozem vzbudil Alfieri zájem turínského výrobce automobilů Diatto, která mu nabídla místo. Alfieri se tak v létě 1921 stal šéfem jejího vývoje.
Se záměrem vylepšit „nepříliš výrazné image firmy“ byl Alfierimu zadán vývoj vlastního závodního vozu Diatto. Maserati postavil Diatto 20S na bázi běžného cestovního vozu. Za jeho volantem se účastnil několika závodů v oblasti středomoří. S typem 20S je spojen sportovní skandál z roku 1924: Alfieri Maserati se s ním přihlásil do závodu do vrchu Rabassada ve Španělsku v kategorii dvoulitrových motorů. Při přezkoušení se ale ukázalo, že vůz má motor o objemu tři litry. Alfieri byl proto na pět let vyloučen z účasti v automobilovém sportu. Z dnes neznámých důvodů se mu ale podařilo dosáhnout zrušení tohoto zákazu s účinností od roku 1925.
V roce 1925 zkonstruoval Alfieri pro Diatto nový závodní speciál, který byl ale nasazen jen sporadicky, protože se firma v té době potýkala s finančními těžkostmi. Počátkem podzimu 1925 se Diatto stáhlo z motorsportu úplně. Alfieri Maserati firemní vývoj bezúplatně převzal v září 1925 a pod vlastním jménem jej vedl do roku 1926. Poslední typ Diatto s pozměněnými detaily poté v roce 1926 představil jako Maserati Tipo 26. Označení 26 označuje rok uvedení do výroby. Tipo 26 se vyrábělo až do roku 1932 a vzniklo 11 vozů.

### Samostatný výrobce
Od roku 1926 pracovali tři Alfieriho bratři společně v jeho dílně. Společnost byla rodinnou firmou, i přesto, že oficiálně byla „psána“ na Alfieriho. Od tohoto roku nesly Alfieriho návrhy značku Maserati, i když vozy až do roku 1932 vycházely z posledního konceptu navrženého pro Diatto. Po voze Tipo 26 (1926) Alfieri navrhl a postavil unikátní model V4 s 16válcovým motorem a také modelovou řadu závodních vozů Maserati 26M a Maserati 8CM, vyráběnou v letech 1930 až 1935. S některými vozy se účastnili závodníci továrního týmu Maserati Velkých cen, vytrvalostních závodů i závodů do vrchu. Zpočátku závodil i sám Alfieri, později zaměstnával známé závodníky jako byli Luigi Arcangeli, Baconin Borzacchini, Luigi Fagioli, Aymo Maggi a Achille Varzi. Koncem 20. let konkurovaly vozy Maserati především značkám Alfa Romeo a Bugatti, přičemž byl tovární tým několikrát úspěšný.
V této době započala desetiletí trvající rivalita mezi Maserati a stájí Scuderia Ferrari: od roku 1924 byl Enzo Ferrari továrním jezdcem týmu Alfa Romeo a soupeřil na tratích s Alfierim, tehdy jezdícím na vozech Diatto. Rivalita vzrostla s tím, jak Enzo Ferrari v roce 1929 za pomoci investorů a Alfy Romeo založil závodní stáj Scuderia Ferrari.

### Nehoda a smrt
V roce 1927 při vytrvalostním závodě Coppa Messina, který se jel na veřejné trati poblíž sicilského města Messina, měl Alfieri Maserati těžkou nehodu. Po jezdcově chybě se vůz Tipo 26B na velmi prašné cestě převrátil. Při nehodě si Alfieri vážně poranil ledvinu, která musela být odstraněna. Poté se Maserati účastnil již jen několika závodů. V průběhu let se objevily komplikace a v roce 1931 se Alfieriho stav natolik zhoršil, že už mohl závodům jen přihlížet. 3. března 1932 podstoupil další operaci ledviny, při níž však zemřel. Jeho pohřbu se v Bologni účastnilo velké množství lidí.

### Odkaz

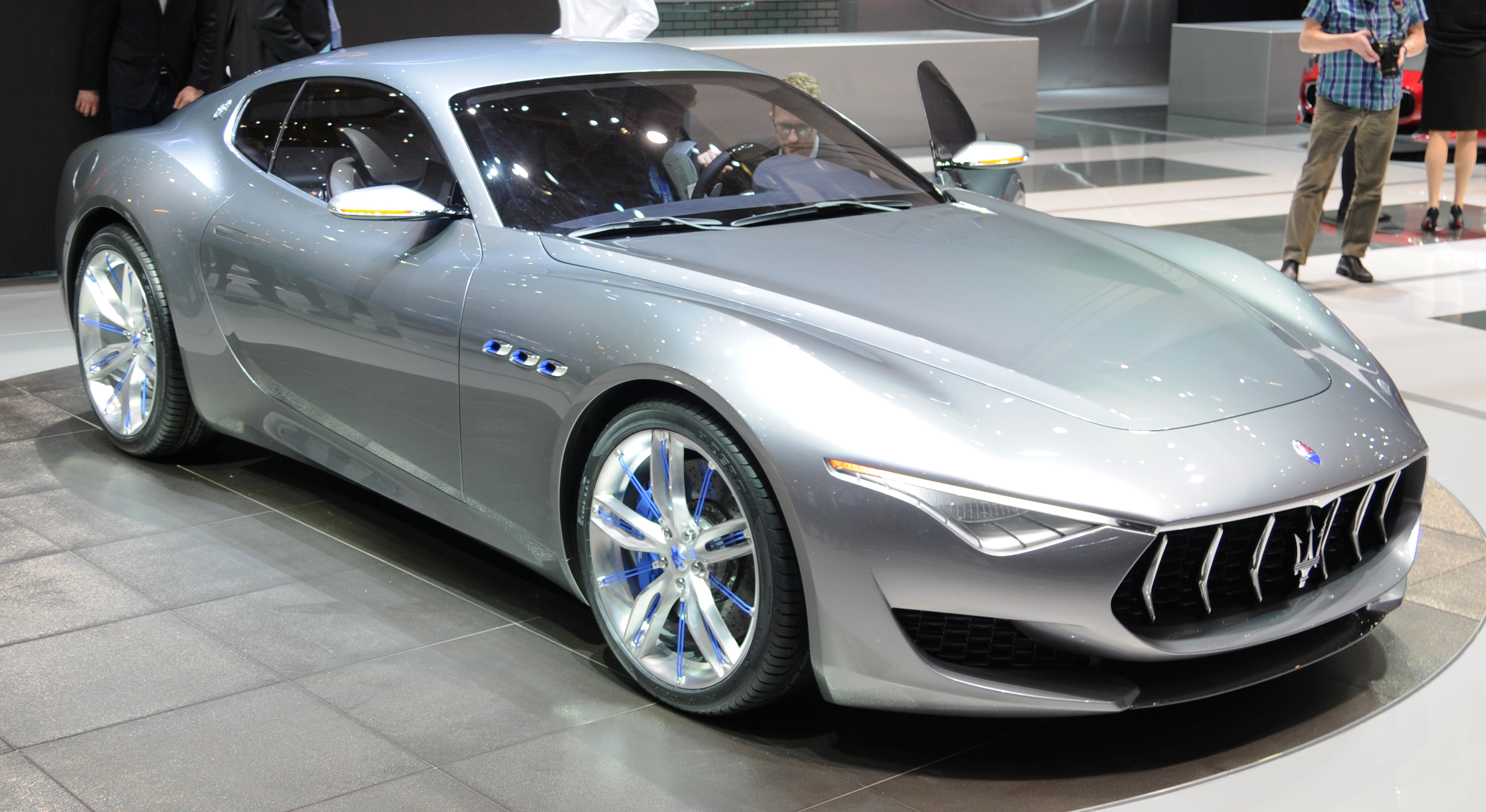
Pocta zakladateli značky: Koncept Maserati Alfieri z roku 2014

Po Alfieriho smrti vedli bratři Officine Alfieri Maserati společně dále. Podle některých zdrojů ale společnost už nebyla tak dynamická jako za Alfieriho života. V roce 1937 společnost prodali průmyslnické rodině Orsi. V souvislosti s tím se sídlo firmy přesunulo z Bologni na ulici Via Emilia v Modeně; nová továrna Maserati na její severní straně se nacházela jen 500 metrů od sídla Ferrari na straně jižní.
I přes prodej investiční skupině v čele s Adolfem Orsim, podepsali bratři u Maserati ještě desetiletý závazek. V roce 1947 Ernesto společně s bratry Ettorem a Bindem založil v bývalé továrně v Bologni novou firmu vyrábějící závodní a sportovní automobily – Officine Specializzata Costruzioni Automobili (OSCA). Tu v roce 1963 prodali výrobci motocyklů, firmě MV Agusta.
Původní firmu Maserati v letech 1968 až 1975 vlastnil Citroën, poté Alejandro de Tomaso a v roce 1993 přešla firma do koncernu Fiat.
V roce 2014 představilo Maserati na Ženevském autosalonu koncept nazvaný Maserati Alfieri.